# Wielonarodowy Batalion Policji Wojskowej
Wielonarodowy Batalion Policji Wojskowej (Multinational Military Police Battalion, MNMPBAT) – międzynarodowa jednostka policji wojskowej NATO. Została utworzona w 2007, pełną zdolność do wykonywania zadań w ramach sił NATO osiągnęła w 2012. Celem MNMPBAT jest zapewnienie wojskom sojuszniczym niezbędnego wsparcia policyjnego na szczeblu taktycznym, zapewniającego warunki do optymalnego wykonywania działań.

## Historia
W 2002 w czasie 16. szczytu NATO przyjęto Zobowiązania Praskie w sprawie Zdolności Wojskowych, zgodnie z którymi na państwa Organizacji Traktatu Północnoatlantyckiego został nałożony wymóg osiągnięcia określonych specjalizacji. W ramach tych zobowiązań Chorwacja, Czechy, Polska i Słowacja podjęły decyzję o powołaniu wspólnego batalionu policji wojskowej z Polską jako państwem ramowym (wiodącym).
Oficjalnie został on powołany 12 czerwca 2007 w Mazowieckim Oddziale Żandarmerii Wojskowej w Warszawie, Porozumieniem Wdrożeniowym, podpisanym przez komendantów żandarmerii państw go tworzących. Porozumienie podpisali szefowie policji wojskowych: Chorwacji - płk Ivan Juricz, Czech - gen. dyw. Oldřich Kubat, Polski - gen. bryg. Jan Żukowski i Słowacji - płk Stanisław Bero. Certyfikacja, pozwalająca na uczestnictwo w operacjach międzynarodowych, miała nastąpić w 2010 i być poprzedzona przez 3 ćwiczenia Black Bear (2008 – Polska, 2009 – Czechy, 2010 – Chorwacja), jednak przesunięto ją na 2012, po przeprowadzeniu dodatkowych manewrów kończących etap szkolenia i zgrywania (2011 – Słowacja). W 2012 nastąpiło zakończenie procesu certyfikacji MNMPBAT do działań w ramach NATO i podporządkowania Wielonarodowemu Korpusowi Północno-Wschodniemu (ćwiczenie Sharp Lynx '12 w Polsce).
Od 2011 polski element MNMPBAT wystawiany jest przez Oddział Specjalny Żandarmerii Wojskowej w Mińsku Mazowieckim. Zastąpił on w tym zadaniu Oddział Specjalny Żandarmerii Wojskowej w Gliwicach, który został przeformowany w JW AGAT.

## Zadania
Wielonarodowy Batalion pełni typowe zadania żandarmeryjne:
- kontrola ruchu drogowego,
- zapewnienie prawa i porządku,
- zapewnienie bezpieczeństwa obszaru działań,
- działania związane z jeńcami wojennymi,
- działania jednostek specjalnych policji wojskowej,
- działania operacyjno-rozpoznawcze policji wojskowej.

Batalion może pełnić służbę zwartą jednostką (maksymalnie na okres 6 miesięcy) lub poszczególnymi pododdziałami (w 6-miesięcznym systemie rotacyjnym), podporządkowanymi pod różne dowództwa. 
Ponadto istnieją wstępne warianty ewentualnego zaangażowania MNMPBAT w działania ISAF w Afganistanie:
- I wariant (w ramach komponentu Wielonarodowego Korpusu Północno-Wschodniego) – działanie ochronne w terenie oraz praca sztabowa w kwaterze głównej w Kabulu,
- II wariant (w ramach Misji Szkoleniowej NATO w Afganistanie) – szkolenie oraz doradztwo Afgańskim Siłom Bezpieczeństwa.

## Struktura organizacyjna
- Dowództwo i sztab
  -  Kompania manewrowa ŻW
  -  Pluton policji wojskowej
  -  Kompania policji wojskowej
  -  Pluton policji wojskowej
  -  Element wsparcia
  -  Grupa dochodzeniowo-śledcza

Dowódcy MNMPBAT:
- 2007-2008  –  ppłk Rajmund Ćwiok
- 2008-2009  –  ppłk Ludovit Balint
- 2009-2010  –  ppłk Rajmund Ćwiok
- 2010-2011  –  ppłk Marek Gryga
- 2011-2012  –  kpt. Robert Vortih
- 2012 –  ppłk Grzegorz Pardo
- 2013 –  ppłk Roman Gottfired
- 2014 –  ppłk Mateusz Dadał
- 2015 –  mjr Josef Soltys
- 2016 -  ppłk Mateusz Dadał